# 12224 Jimcornell
12224 Jimcornell este un asteroid din centura principală de asteroizi.

## Descriere
12224 Jimcornell este un asteroid din centura principală de asteroizi. A fost descoperit pe 19 octombrie 1984 la Observatorul Oak Ridge din Harvard, Massachusetts. Asteroidul prezintă o orbită caracterizată de o semiaxă mare de 2,91 ua, o excentricitate de 0,05 și o înclinație de 1,6° în raport cu ecliptica.